# Jean Journet
Pour les articles homonymes, voir Journet (homonymie).
 (mai 2021).
Si vous disposez d'ouvrages ou d'articles de référence ou si vous connaissez des sites web de qualité traitant du thème abordé ici, merci de compléter l'article en donnant les références utiles à sa vérifiabilité et en les liant à la section « Notes et références ».
Jean Journet, né le 23 juin 1799 à Carcassonne (Aude) et mort le 22 octobre 1861 à Toulouse (Haute-Garonne), est un utopiste français se définissant lui-même comme « apôtre fouriériste ».
Ce prêcheur infatigable sillonna les rues de Paris, parcourut la France, la Belgique, mais aussi le Texas pour porter la bonne parole de Charles Fourier. Il fréquenta un bon nombre d'illustres contemporains comme Alexandre Dumas, George Sand ou Victor Hugo et lia une solide amitié avec Gustave Courbet, Nadar et Fortuné Henry.

## Biographie

### Le carbonariste
Jean Journet est né en 1799 à Carcassonne. Il suit des études de pharmacie à Paris puis s'affilie au carbonarisme.
Recherché, il passe en Espagne et lutte au côté des libéraux. Arrêté en 1823, il est incarcéré à Perpignan. Journet est acquitté et libéré en 1824.

### Pharmacien à Limoux
De retour en France, il s'installe à Limoux comme pharmacien. Républicain, il épouse Rose Ferrand en 1826 qui lui donne une fille Clara en 1827, et un fils Jules-Étienne en 1831. Il crée une société avec ses frères pour l'exploitation d'un moulin papetier à Brousses-et-Villaret. Il lit Saint Simon et Charles Fourier.

### La rencontre avec Charles Fourier
Jean Journet rend visite à Charles Fourier à Paris puis démarre une expérience phalanstérienne au château de Madron près de Montastruc en Haute-Garonne. Il compose ses premiers poèmes en 1839.

### L'Apôtre
Décidé à convertir ses semblables aux théories de Charles Fourier, il se fait apôtre et part à Paris. Il résume la théorie de Fourier et parcourt la Belgique. En mars 1841, il effectue le premier de ses trois séjours à Bicêtre, puis s'installe avec sa famille au phalanstère de Cîteaux qu'il quitte en avril 1842. Il continue à parcourir la France et la Belgique tout en publiant un grand nombre de petits ouvrages. Il lie une profonde amitié avec Gustave Courbet qui le représente en 1850 dans une œuvre intitulée L'Apôtre Jean Journet partant pour la conquête de l'harmonie universelle (Salon de Paris). En 1854, il part au Texas dans la société de Victor Considerant, la Réunion. De retour en France en 1855, il se rend en Suisse. En 1857, Nadar fait 4 photos de lui (seuls deux négatifs restent au fond Nadar).

### Fin de vie et décès
Jean Journet se retire en province à Foix puis à Toulouse et continue à publier des ouvrages. Il meurt à Toulouse le 22 octobre 1861.

## Œuvres
Cette liste n'inclut pas ses poésies.
- Charles Fourier, résumé de sa théorie, Paris, 1840
- Cris et soupirs - 1re série, Belgique, 1840
- Cris et soupirs - 2e série, Belgique, 1840
- Cris et soupirs - 3e série, Paris, 1840
- Cris et soupirs - 4e série, 1841
- Cris et soupirs - 5e série, 1841
- L'apôtre à Milord, 1841
- La Bonne Nouvelle, 1844
- Jérémie en 1845, 1844
- Cri de délivrance, 1846
- Cri suprême, 1846
- Cri d'indignation, 1846
- Le jugement, 1847
- Cri de détresse, 1849
- Cri de pitié, 1850
- Cri d'alarme, 1850
- L'an du salut, 1851
- Cri de résurrection, 1855
- Cri de résurrection, 2e édition, 1856
- À sa majesté l'Impératrice, 1856
- L'Ère de la femme, ou le Règne de l'harmonie universelle, 1857
- Documents apostoliques et prophétie, 1858
- Les sept clameurs du désert, 1858
- Le passé et l'avenir, 1858
- L'apothéose de l'Empire, 1859
- Le chant du martyr, 1860
- Chants pacifiques, 1861